# Euodynerus pratensis
Euodynerus pratensis är en stekelart som först beskrevs av Henri Saussure 1870.  Euodynerus pratensis ingår i släktet kamgetingar, och familjen Eumenidae. Utöver nominatformen finns också underarten E. p. brumalis.